# 上宮遺跡

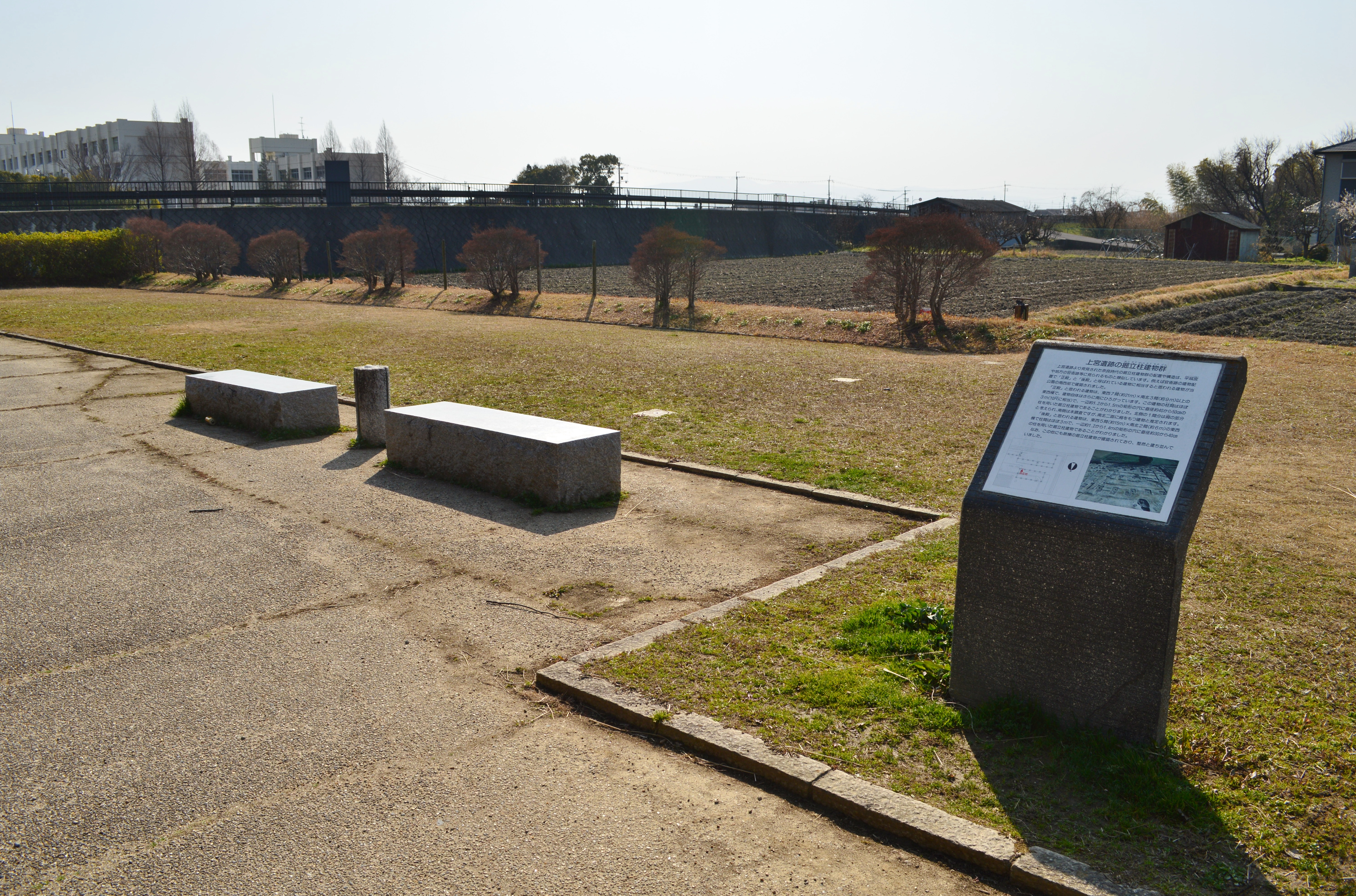
上宮遺跡 掘立柱建物群

上宮遺跡（かみやいせき）は、奈良県生駒郡斑鳩町法隆寺南三丁目にあり、法隆寺の南東1.5キロメートルに位置する奈良時代から鎌倉時代の複合遺跡で、中心は奈良時代の宮殿遺跡と、飛鳥時代の井戸・溝などの遺跡。史跡指定はされていない。
宮殿遺跡は、第48代称徳天皇の2回の河内国行幸啓の際に途中宿泊した「飽波宮」に比定する説が有力視される。また飛鳥時代の遺物と、聖徳太子の晩年と逝去宮「飽波葦垣宮（あくなみあしがきのみや）」の跡地建立伝承の成福寺跡が近辺に存在することから、同宮もここに所在したとの説がある。

## 概要
奈良県西部、斑鳩町東部の平坦地に位置する。1991年度（平成3年度）に歴史公園整備事業に伴う発掘調査が実施されて、新規の遺跡として旧字名で命名された。
1978年（昭和53年）から2016年（平成28年）の発掘調査では、中心となるものは飛鳥時代・奈良時代の遺構が検出されている。飛鳥時代の遺構としては井戸・溝があり、出土品としては7世紀前半頃の土器類のほか、瓦（八葉素弁蓮華文軒丸瓦）・塼・凝灰岩切石がある。また奈良時代の遺構としては掘立柱建物群があり、2時期に分かれる。建物群の中心建物は東西7間・南北5間の二面廂の大型建物1棟であり「主殿」と見られる（以下「主殿」と呼ぶ）。柱間は天平尺10尺で約3メートル（以下尺は天平尺）。その北側にやや小型の建物1棟が、東側に南北棟の建物1棟が配されるほか、東側に総柱建物が所在し、2016年までには計8棟が確認されている。これで大型建物「主殿」を中心に平城宮に見られる「コ」の字状の建物配置がされていることが判明した。また棟間距離は30尺・50尺と完数距離であり造営に計画性がある。出土品としては木簡・墨書土器や、多量の平城京跡出土瓦の同笵瓦がある。
この上宮遺跡付近の南の成福寺跡は「葦垣宮」伝承がある。
- 上宮遺跡の奈良時代の建物群については『続日本紀』に神護景雲元年（767年）と3年に称徳天皇が河内国へ行幸した記述にある途中で宿泊した宮殿の「飽波宮（あくなみのみや）」に比定する説が有力視され[2]、称徳時代の行宮と見られる[6]。

飽波宮の場所は富雄川西岸に近く古代には川は蛇行して広がっていて、その地名的には「飽波」は、飽（低湿地）が波（連なっている）という意味だと解釈され、近世には建物跡の端部分には浸食して埋没した跡がある。このような条件の悪い河川蛇行付近の土地に宮を建てたのは、下記の飛鳥時代の聖徳太子晩年住居・死没地の跡にこだわったと推定する。土地の形質とは別に、付近には太子道と横大路が通っている交通要所であり、中心地の北側の横路は河内国へ抜ける主要道であり、水運としては富雄川からすぐ大和川へ出られる。
- 飛鳥時代と判定されている井戸・溝は『大安寺伽藍縁起幷流記資材帳』に聖徳太子が晩年を過ごし逝去地の「飽波葦垣宮（あくなみあしがきのみや）」の跡地に平安時代、嘉祥2年（1849年）建立されたという成福寺跡（廃寺）が南側近辺の法隆寺南3-5にあり、同宮が上宮遺跡に所在したとの説がある[4][2]。
- 成福寺遺構、中心遺跡ではないが、平安時代末から鎌倉時代の井戸が5基出土した。うち1基（井戸4:町教委報告書番号）には特別な直系70センチメートルの一本木を刳り抜いた井戸枠を使用して儀式用かと推定する[9]。出土遺物は白磁碗、瓦器碗、土師皿などが出土、旧・成福寺遺構ではないかと見られている[4]。